# Metapodatci
Metapodatci su podatci o podatcima – podatci koji opisuju karakteristike nekog izvora u digitalnom obliku. Korisni su kod pregledavanja, prijenosa i dokumentiranja informacijskog sadržaja. U digitalnom smislu to su „strukturirani podatci koji opisuju, objašnjavaju, lociraju ili na neki drugi način omogućavaju lakše upravljanje resursima.“  
Oni mogu opisivati jedan podatak, cijelu skupinu podataka ili samo neki dio cjeline. Shema metapodataka koja se pritom koristi ovisi o tipu podatka koji opisuje i kontekst u kojem se nalazi. Mogu biti implementirani u dokumente koje opisuju, ili mogu biti uz njih kao zaseban dokument. Često razlika između podatka i metapodatka nije definirana. Metapodatak može ujedno biti i podatak, ovisno o gledištu. 

## Primjena
Metapodatci se široko primjenjuju, no najčešće se koriste da bi se ubrzalo i poboljšalo pretraživanje velike količine podataka, te otkrilo što više relevantnih informacija.
Metapodatci pomažu pri otkrivanju i organizaciji resursa, te također omogućavaju interoperabilnost korištenjem definiranih shema i protokola. Digitalnom identifikacijom resursima se daju jedinstvene oznake na koje se metapodatci referiraju.  Neke vrste metapodataka mogu se primijeniti pri sažimanju podataka kako bi se uštedilo na kapacitetu, te pri automatizaciji rada. 

## Tipovi
Tri glavne kategorije metapodataka su:

### Opisni
Opisuje resurs za potrebe pronalaženja i identifikacije. Može uključivati elemente kao što su naslov, autor, sažetak, ključne riječi...

### Strukturalni
Označava kako su složeni objekti (resursi) sastavljeni (npr. kako su određene stranice poredane da tvore poglavlje).

### Administrativni
Daje informacije o upotrebi i upravljanju resursa; postoji nekoliko podskupova ovog tipa (za intelektualno pravo, očuvanje itd.)
Tipovi metapodataka ovise o okružju u kojem se koriste. Mogu se primjenjivati u relacijskim bazama podataka, skladištima podataka, u datotečnom sustavu opisujući bilo kakve datoteke (fotografije, video…), pri opisivanju geografskih objekata i dr.

## Sheme
Sheme metapodataka su usustavljeni setovi metapodataka s određenom svrhom, na primjer za određivanje tipa nekog dokumenta. Postoje različite sheme metapodataka.
Svaka shema metapodataka ima ograničen broj elemenata, gdje svaki taj element ima svoje ime i značenje. 
Neke od poznatijih shema:

### Dublin Core
Definiran set elemenata koji autorima može poslužiti pri opisu vlastitih Web resursa, no osim za Web, često se koristi i za druge izvore. Shema je sažeta i jasna, te sadrži 15 elemenata (naslov, tema, opis, tip, izvor, odnosi, primjenjivost, autor, izdavač, pridonositelj, prava, datum, jezik, format, identifikator). Elementi su neobavezni i njihov redoslijed nije bitan. 

### METS (Metadata Encoding and Transmission Standard)
Koristi se za potrebe definiranja strukture podataka u digitalnim knjižnicama (da se osigura cjelovitost podataka koji su digitalizirani u dijelovima i sl.)
Razvijen je na inicijativu Federacije digitalnih knjižnica.

### TEI (Text Encoding Initiative)
Međunarodni projekt za označavanje većih tekstova u digitaliziranom obliku, uglavnom na polju humanističkih znanosti. 

### EAD (Encoded Archival Description)
Za označavanje arhivske građe.

### MARC (Machine Readable Cataloging)
Standardi za prezentaciju građe u strojno čitljivoj formi.

## Implementacija
Da bi upotreba shema metapodataka u kontekstu mrežnih resursa bila moguća, potrebno ih je obilježiti setom znakova koji omogućuju prepoznavanje sheme. Tekstualni formati kojima se to može izvesti su XML, SGML, HTML, MIME i dr.
Metapodatci se tako „ušiju“ u dokument pomoću „tagova“. To se može napraviti izravnim upisivanjem simbola ili pomoću programa za uređivanje.
Primjena metapodataka je usprkos kriticizmu sve nazočnija i dalje se razvija. Razmatraju se problemi očuvanja integriteta podataka i pohrane. Razvoj i primjena metapodataka predstavljaju velik napredak u pronalaženju i korištenju informacija, pogotovo u današnje vrijeme kada World Wide Web polako postaje glavni izvor informacija.

## Vanjske poveznice
- Understanding Metadata. 2004. NISO Press.
- Taylor, Chris. An Introduction to Metadata. Dublin Core Metadata Element Set. Version 1.1.